# تخطيط استعمالات الأرض

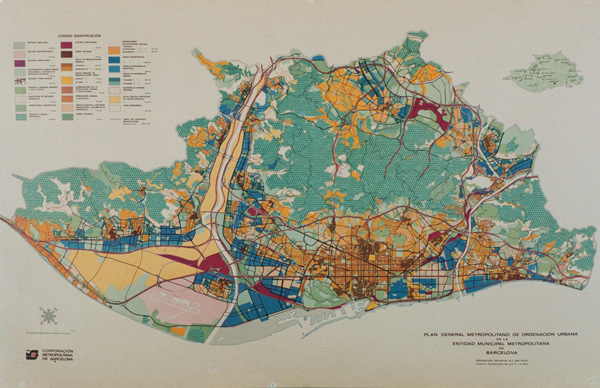

تخطيط استعمال الأراضي (بالإنجليزية: Land Use Planning) هو مصطلح يستخدم في فرع السياسة العامة التي تشمل استخدام مختلف التخصصات، حيث تسعى إلى ترتيب وتنظيم الأرض بطريقة تتسم بالكفاءة؛ لمنع التضارب في استعمالات الأرض، وتحقيقا لهذه الغاية يتم التقييم المنهجي لإمكانات الأرض وبدائل استعمالاتها، والأوضاع الاقتصادية والاجتماعية؛ من أجل تحديد وتبني أفضل الخيارات لاستعمالات الأرض. وفي أغلب الأحيان، تزود خطة استعمالات الأرض (أحد عناصر الخطة الشاملة) الرؤية للإمكانيات المستقبلية للتطوير في: وحدات الجيرة والمناطق والمدن، أو أية منطقة تخطيط محددة، ويركّز الجزء الأكبر من تخطيط استعمالات الأرض على التخطيط الحضري، ويؤدي تخطيط استعمالات الأرض في كثير من الأحيان إلى ضوابط، وتعليمات لاستعمالات الأرض، والمعروف أيضا بالتنطيق أو التقسيم إلى مناطق (Zoning).